# François Zorn von Bulach

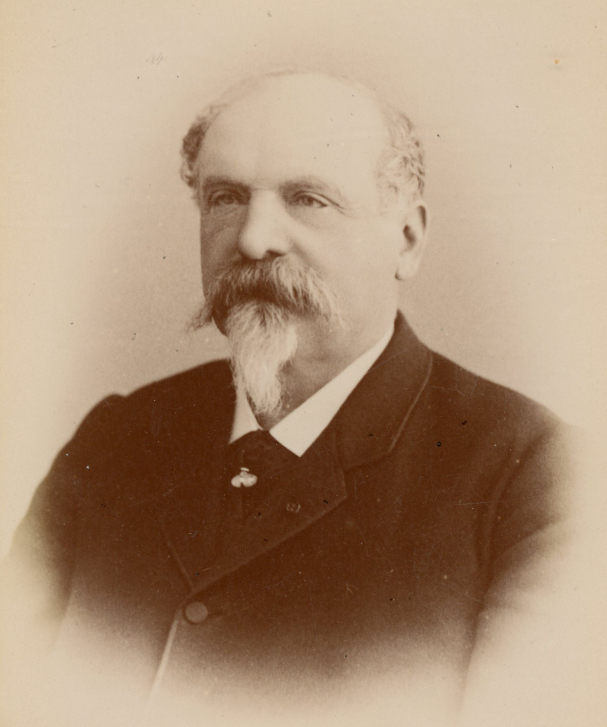
François Zorn von Bulach

François Antoine Philippe Henri Freiherr Zorn von Bulach (* 5. Juli 1828; † 14. April 1890) war ein französischer Politiker und Gutsherr.

## Leben
Er war Gutsbesitzer in Osthouse. 1857 wurde er Kämmerer von Napoleon III. Er vertrat ultraroyalistische Positionen. 1863 bis Januar 1864 und erneut 1869–1870 war er Deputierter des Departements Bas-Rhin als chambellan de l’Empereur.
Nach dem Deutsch-Französischen Krieg 1870/71 fragte Maximilian von Puttkamer im Auftrag Bismarcks an, ob Zorn von Bulach für Aufgaben im neuen Reichsland Elsaß-Lothringen zur Verfügung stehen würde. Zorn von Bulach verwies auf seine Loyalität zum französischen Staat und lehnte ab. Im März 1876 richtete er einen Immediatvortrag an den Kaiser, in dem er seine politischen Vorstellungen für das Reichsland skizzierte. Er stellte sich eine eigenständige konstitutionelle Monarchie nach dem Vorbild der anderen süddeutschen Staaten mit einem eigenen Monarchen vor.
Unbeschadet seiner pro-französischen Haltung ließ er sich in den Landesausschuss wählen, dem nach ihm sein Sohn Hugo angehörte. 1879 wurde er zum Staatsrat von Elsaß-Lothringen ernannt.
Juli 1853 bis August 1891 war er Bürgermeister in Osthouse. Das Amt wurde im 19. Jahrhundert vielfach von Familienmitgliedern bekleidet: 1821 bis 1823 war sein Großvater, Antoine Joseph Zorn von Bulach, danach sein Vater Ernest Maximilien Zorn von Bulach mehrfach Bürgermeister. 1891 folgte ihm sein Sohn Hugo Zorn von Bulach im Bürgermeisteramt nach. Ein weiterer Sohn, Franz Zorn von Bulach wurde Weihbischof in Straßburg.
François Zorn von Bulach war mit Antoinette geborene Freiin von Reinbach-Hirtzbach verheiratet.

## Werke
- Des dispositions à titre gratuit faites par contrat de mariage, 1850, Diss.